# Церковь Николая Чудотворца (Торопец)
Церковь Николая Чудотворца — православный храм в городе Торопце Тверской области. Старейший храм в городе. Один из двух храмов Свято-Тихоновского монастыря.
Памятник архитектуры федерального значения.

## История
Первое упоминание о стоящем на этом месте деревянном храме относится к 1540 году. Современный каменный храм торопчане начали строить в 1666 году, он был освящён 29 апреля 1697 года.
В 1742 году храм пострадал от пожара, но был отремонтирован.
До 1764 года храм действовал при Никольском мужском монастыре, а после его упразднения стал приходским.
Храм имел два престола: главный — во имя Святителя Николая Чудотворца, придельный — во имя преподобного Сергия Радонежского.
Bнутренний облик храма несколько раз украшался и благоустраивался при помощи торопецкой купеческой семьи Гладильщиковых.

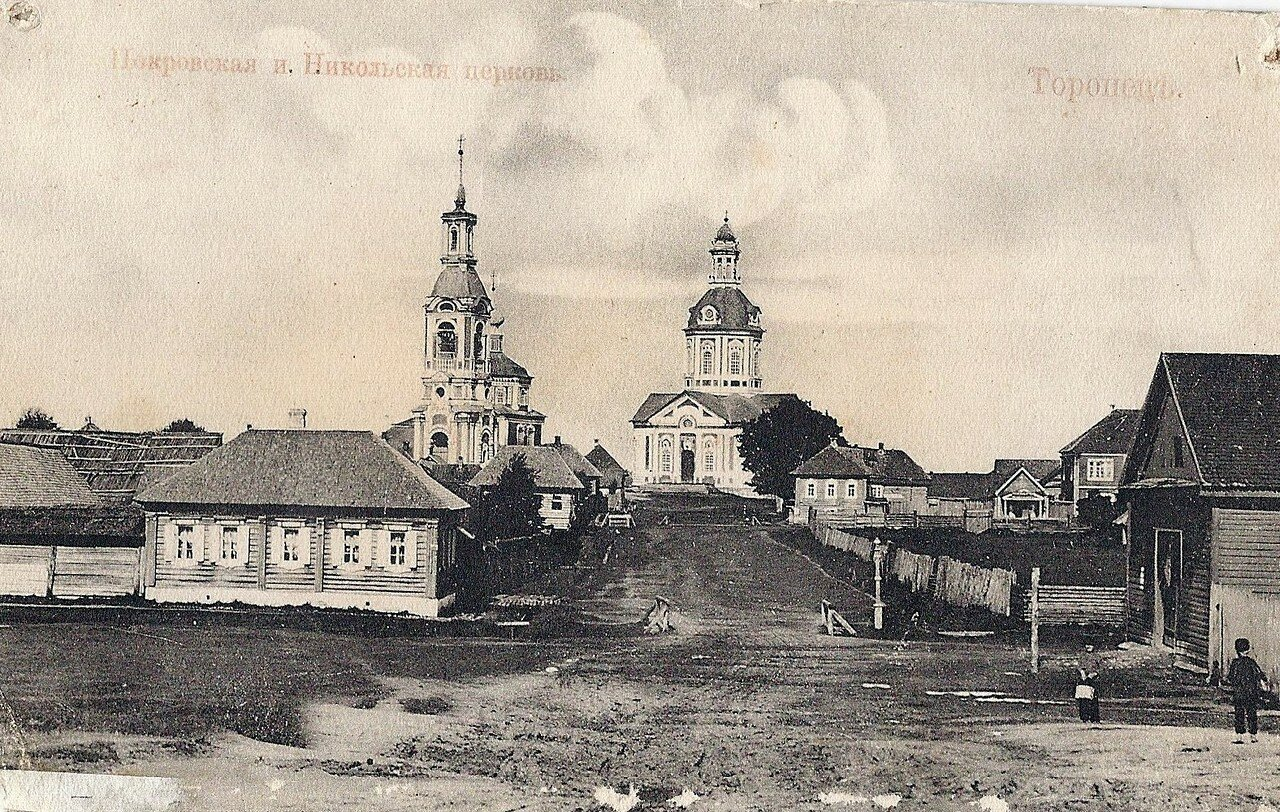
Никольский храм слева. Рядом видна высокая колокольня, уничтоженная советскими властями.

В Никольском храме нaходился древний Чудотворный образ Святителя Николая с двумя старинными привесами — костяной резной панагией и небольшим крестиком, пользующийся особым почитанием жителей города, который, согласно преданию, был привезён из Греции во времена распространения христианства.
Причт храма состоял из священника, дьякона и псаломщика. Храм имел 400 рублей неприкосновенного капитала. Кроме того, ему принадлежало озеро Куденец.
С 1876 года к Никольскому храму был приписан Казанский храм.
Ранее у храма рядом стояла высокая каменная колокольня. В советское время она была разрушена. Во время Великой Отечественной войны храм сильно пострадал. Есть сведения о попадании бомбы в придел Сергия Радонежского, в результате чего он был разрушен.
В 1949 году Никольский храм была передан в аренду конторе «Главсахар», которая использовала здание храма как склад.
В 1960 году храм был объявлен памятником градостроительства и архитектуры федерального (государственного) значения.
Возвращён верующим только в начале 2000-х годов.

## Архитектура
За свою длительную историю старейший храм Торопца несколько раз перестраивался, поэтому его современный облик значительно отличается от первоначального.
Храм типа восьмерик на четверике. Диаметр четверика соответствует размерам основного подкупольного пространства. Железная кровля храма имеет волнистый фасонный профиль, над ней возвышается луковичная главка с шейкой на декоративном гранёном барабане.

## Современное состояние
Никольский храм расположен на территории Свято-Тихоновского женского монастыря. Адрес храма г. Торопец, ул. Ерёменко, 7.
По состоянию на 2021 год храм действует.

## Галерея

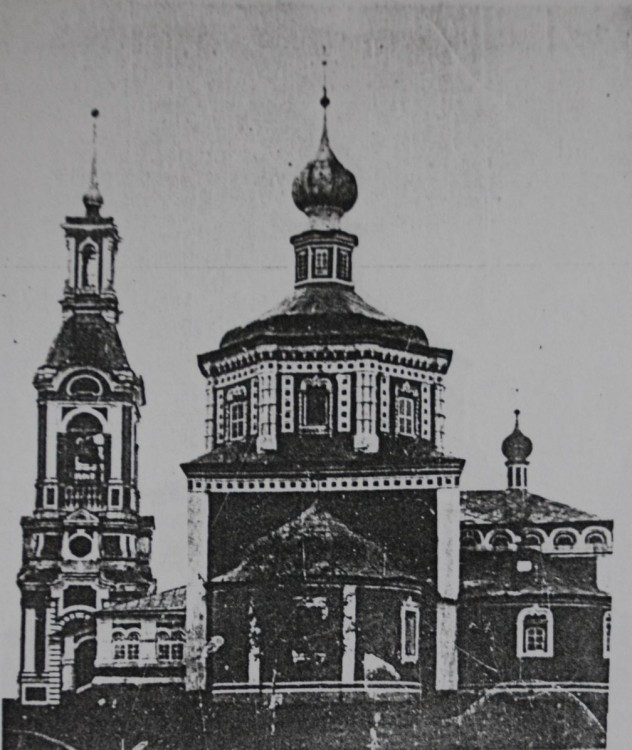
Храм в начале XX века.
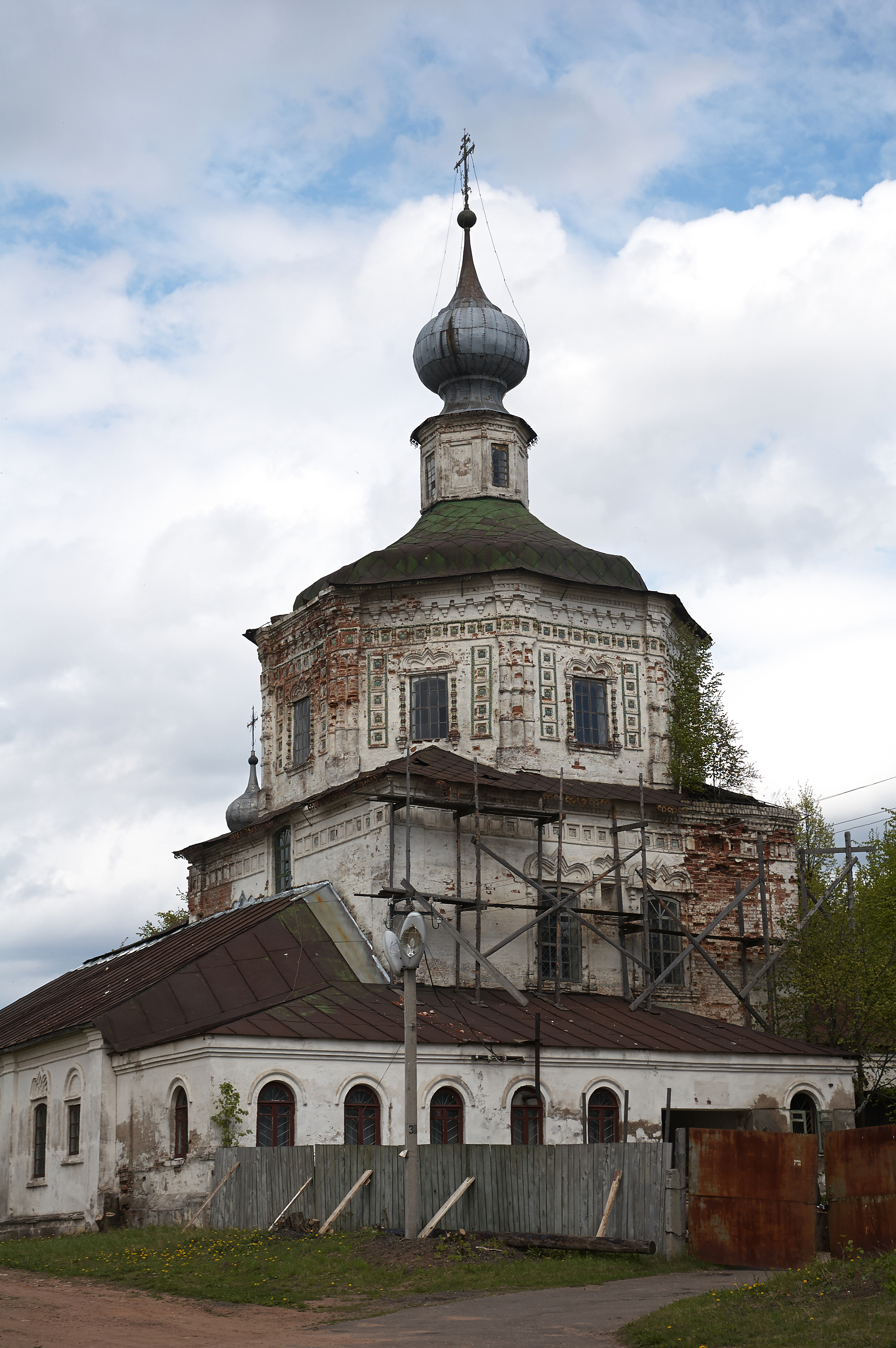
В процессе реставрации, 2006 год.
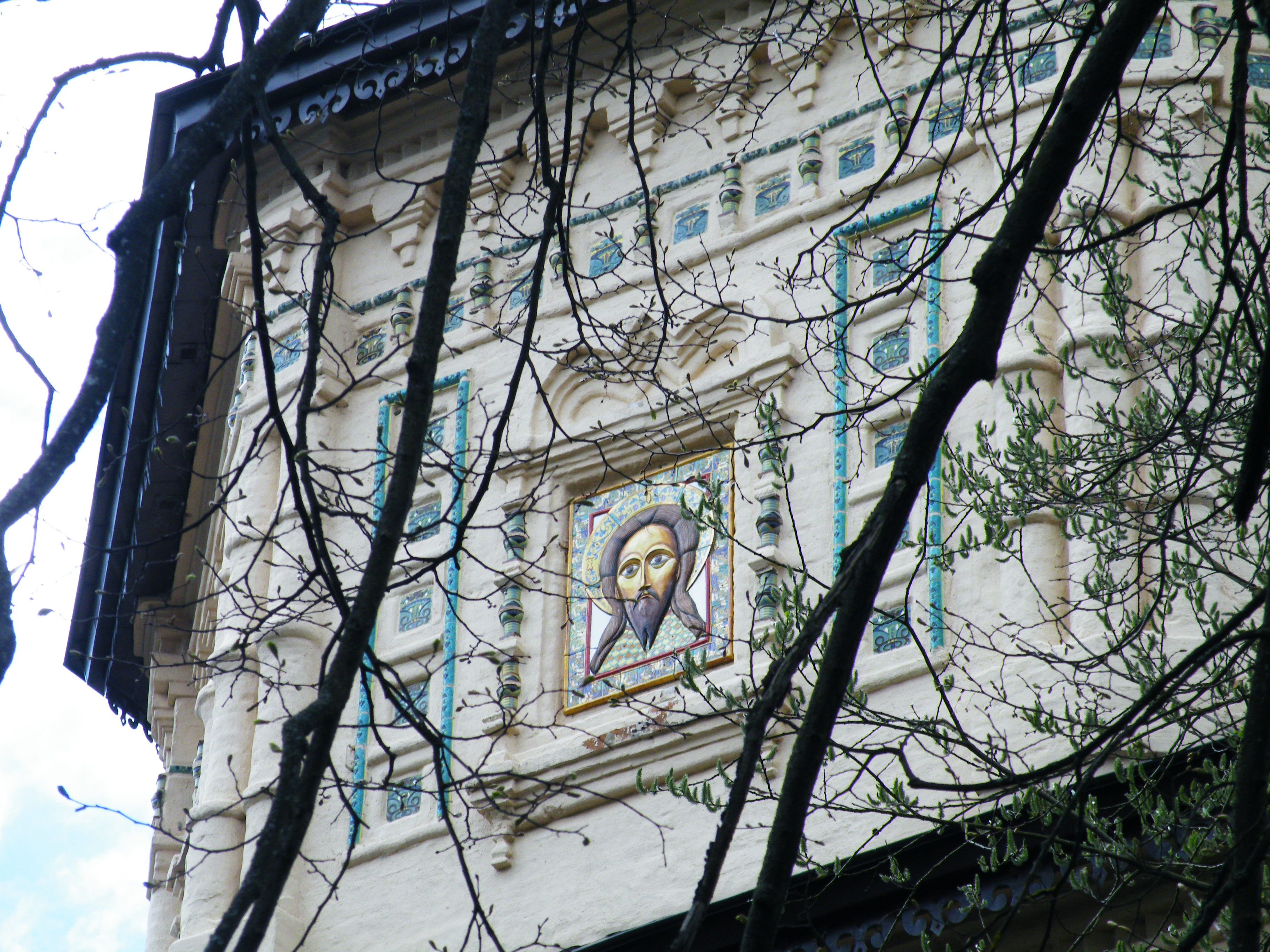
Фрагмент стены.
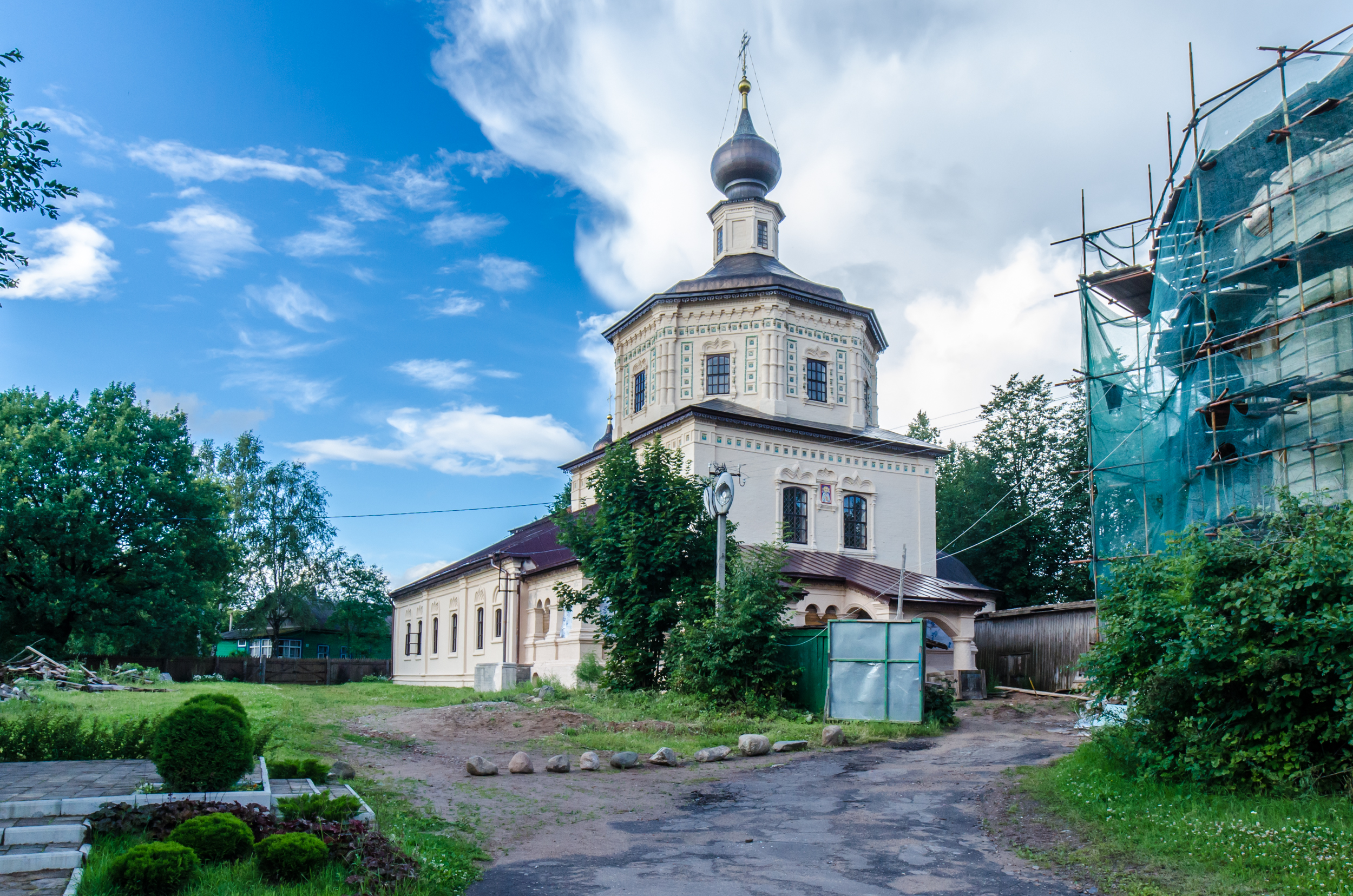
Общий вид храма.